# Валтер Матиас Дигелман
Валтер Матиас Дигелман (на немски: Walter Matthias Diggelmann) е швейцарски белетрист.

## Биография
Валтер Матиас Дигелман е роден през 1927 г. като незаконен син на селска прислужница. Живее под чужда опека и има тежка младост, раздирана от конфликти с настойниците му. Получава недостатъчно образование. През 1944 г. прекъсва гимназиалното си обучение, за да преживява, извършва дребна кражба и бяга в Италия. Там го залавят и немските служби по сигурността го депортират в Дрезден, където му е наложен принудителен труд. След втори опит за бягство и арест от Гестапо Дигелман е интерниран до края на войната в Южна Германия.
През 1945 се завръща в Швейцария, където е поставен под служебно попечителство. Половин година прекарва в затвор, а след това е въдворен в лечебно и охранително заведение. Там са настанени хора с тежки психически увреждания и Дигелман се чувства силно угнетен сред душевноболните. След като го освобождават, той се препитава със случайна работа и прави първите си писателски опити.
От 1949 г. Дигелман работи като асистентрежисьор в Цюрихския театър, а от 1956 г. е драматург в Радио Цюрих. Пише също рекламни текстове. След 1962 г. става писател на свободна практика и сътрудничи на литературни издания, радиото и телевизията.
Разказите и романите на Дигелман възникват в резултат на личните му тежки преживявания. В тях се разглеждат критично съвременни и социални теми, напр. швейцарската политика по отношение на бежанците през Втората световна война или антикомунизмът след 1945 г.
През 1979 г. на 52-годишна възраст Валтер Матиас Дигелман умира от рак. Погребан е в Цюрих.

### Отделни издания
- ... Mit F51 überfällig, Roman, 1955
- Die Jungen von Grande Dixence, 1959
- Geschichten um Abel, 1960
- Das Verhör des Harry Wind, 1962
- Die Rechnung, 1963
- Die Hinterlassenschaft, Roman, 1982[1]
- Freispruch für Isidor Ruge, 1967
- Hexenprozeß. Die Teufelsaustreiber von Ringwil, 1969
- Die Vergnügungsfahrt, Roman, 1969

Разходка по езерото, изд.: Хр. Г. Данов, Пловдив (1983), прев. Невена Царева
- Ich und das Dorf. Ein Tagebuch in Geschichten, 1972
- Ich heisse Tomy, Roman, 1973
- Reise durch Transdanubien, Erzählungen, 1974
- Menschen glücklich machen oder das Spiel von arm und reich. Eine triviale Kriminalkomödie, 1974
- Aber den Kirschbaum, den gibt es, Roman, 1975
- Das Mädchen im Distelwind, 1976
- Balladen von süchtigen Kindern, 1976
- DDR. Tagebuch einer Erkundungsfahrt (mit Klara Obermüller), 1977
- Der Reiche stirbt, Roman, 1977
- Filippinis Garten, Roman, 1980

Градината на „Филипини“ (роман и разкази), изд.: Народна култура, София (1984), прев. Недялка Попова
- Feststellungen. Ein Lesebuch. Texte 1963 bis 1970, 1978
- Schatten. Tagebuch einer Krankheit, 1979
- Spaziergänge auf der Margareteninsel, Erzählungen, 1980
- Tage von süsslicher Wärme, Erzählungen, 1982
- Der Tag erzählt seine eigene Geschichte. Ein Lesebuch, 1992

### Събрани съчинения
- Walter Matthias Diggelmann – Werkausgabe (Hrsg. Klara Obermüller), 6 Bände, 2000ff:
  - Band 1: Geschichten um Abel... und ausgewählte frühe Erzählungen, 2000
  - Band 2: Der falsche Zug Erzählungen, Kolumnen, Gedichte, 2001
  - Band 3: Das Verhör des Harry Wind, 2002
  - Band 4: Die Hinterlassenschaft, 2003
  - Band 5: Filippinis Garten / Schatten, 2004
  - Band 6: Da, das bin ich, Selbstzeugnisse und Briefe, 2006

## Награди
- 1967: „Награда на Швейцарска Фондация „Шилер““ за отделна творба
- 1979: „Шилерова награда на Цюрихската кантонална банка“